# 登別漁港まつり
登別漁港まつり（のぼりべつぎょこうまつり）とは、北海道登別市の登別漁港で行われている祭りである。毎年9月第2土曜日と日曜日に行われる。

## 概要
1日目は10:00から20:15まで、2日目は10:00から16:00までである。約50店舗の露店が出店される。
2012年の2日目は台風の為中止
2013年より旧会場の奥の新港区で行われている。
2017年より再び2012年までに行われていた場所で行われている。
2018年は開催2日前に発生した北海道胆振東部地震の影響により両日共に中止
2019年以降は会場周辺の工事やコロナ禍の影響により中止が続いている

## イベント内容
- 海産物即売（両日とも）
- 朝揚げ鮭 抽選即売会（1日目の14:00～と2日目の10:30から）
- ビンゴ大会（両日とも）
- 花火大会（1日目の19:00～19:30）
- 豊漁まき（2日目の15:45から）